# EkkoBSD
Az ekkoBSD egy Unix-szerű operációs rendszer, mely az OpenBSD 3.3-on alapszik. Az ekkoBSD is felhasználja más BSD-szerű operációs rendszerek forráskódját. Elsősorban a biztonságra és a könnyű adminisztrációra koncentrál. Alapértelmezett telepítésnél e-mail-szervert, webszervert, SSH-t és még számos szolgáltatást telepít, melyet máskor a felhasználónak kellene külön hozzáadnia és biztosítania.
Az ekkoBSD projekt végét 2004. július 18-án jelentették be a honlapjukon.
Egy koncepció, hogy az ekkoBSD valaha „Single Servers” implementációvá váljon. Ez leginkább az egyszerű floppy tűzfalak, biztonsági másolat-lemezek stb. mind megtalálhatóak a PicoBSD-ben.